# モスクワとコンスタンティノープルの断交
モスクワとコンスタンティノープルの断交（－だんこう、英語: Moscow–Constantinople schism）は、「ギリシャ正教」「東方正教会」とも呼ばれるキリスト教の正教会において、ロシア正教会モスクワ総主教庁と、「全地総主教」という称号を有するコンスタンティノープル総主教庁との間で起こった不和・断交（シスマ）の問題。本稿では特に、2018年に起こり現在まで続く断交と、それに伴って世界各地の正教会に及びつつある不和を中心に、その前史も含めて記す。

## 前史
東ローマ帝国（ビザンティン帝国）の国教として発展してきた歴史を持つ正教会（ギリシャ正教）において、その首都であったコンスタンティノープル（ラテン語: コンスタンティノポリス、現代ギリシア語: コンスタンディヌーポリ、現在のトルコ共和国イスタンブール）に座するコンスタンティノープル総主教は「全地総主教（ギリシア語: Οἰκουμενικὸς Πατριάρχης）」という特別な称号を有し、正教会全ての名誉的筆頭者として表敬されている。
ただし、カトリック教会がローマ教皇の絶対的首位権の下にピラミッド型の全世界的統一組織を持つのと違い、正教会は一カ国に一つの教会組織を具えることが原則である。各国・各地域を管轄する首座主教は、総主教・府主教・大主教といった名誉上の地位の高低はあっても基本的には教権上対等であり、コンスタンティノープル全地総主教といえども教権上は数多の首座主教のうちの一人に過ぎない。ただ、カルケドン公会議（東方正教においては第四全地公会と称す）で定められた5つの古代主教座のうち、東方正教世界に属しないローマを除く4主教座（コンスタンティノープル・アレクサンドリア・アンティオキア・エルサレム）の権威序列は認められており、これらの次に高い権威序列を有するのがモスクワ総主教座である。
1453年のオスマン帝国によるコンスタンティノープルの陥落以降、コンスタンティノープル総主教庁はイスラム教国であるオスマン帝国の直接支配下に置かれ、教権は著しく低下した。さらに1924年のオスマン帝国滅亡とトルコ共和国成立、それに先立つギリシャなどバルカン半島諸国の独立を経て、コンスタンティノープル総主教は、正教会を信奉する国家の後ろ盾も、一カ国の管轄という権能もなく、教権的な実権をほぼ完全に失い、名誉職的な性質が強まった。
一方モスクワ総主教庁は、強大なロシア帝国の国教として、また正教会最大の信者人口を持つロシア正教会の首座主教座として、相対的に教権が高まった。「新ローマ（Nova Roma）」と呼ばれたコンスタンティノープルがオスマン帝国の支配下に降って以降は「第三のローマ」を標榜し、政治上・教権上ともにコンスタンティノープルに取って代わって、正教会世界の盟主的な存在となっていった。1721年のロシア皇帝ピョートル1世による総主教座廃止（以後長らく空位状態であった）や、ロシア革命により成立し無神論の共産主義国家だったソビエト連邦（ソ連）による大弾圧もあったが、ソ連時代後期には懐柔策もあり、広大な国土を持つソ連の大部分を統轄する教権を回復した。ソビエト連邦の崩壊とロシア連邦成立以降は、ロシア国内のみならずウクライナなど旧ロシア帝国領土や旧ソ連構成国に対する教権的優位を維持しようと動き出した。その背景には、旧ソ連構成国には大量のロシア人移民が居住しており、旧構成国のソ連からの独立によって各国の民族主義が台頭し、その風下に置かれるマイノリティとなった彼らロシア系住民の支持もあった。
2000年、ロシア正教会は「ロシア正教会規約」第1条第3項において「教会法上の管轄領域」を初めて具体的に定め、教会法上ロシア正教会の管轄に服する地域は独自の正教会を有するジョージアとアルメニアを除く旧ソ連諸国全域及び、ロシアから東方正教を受容したモンゴル・日本・中華人民共和国、その他ロシア正教会の管轄を受け入れている教区であるとした。この規約の制定に際してロシア正教会は、「独立教会同士の相互不可侵は守るべき」・「世俗の国境と教会の管轄区域は必ずしも一致しない」とし、世俗の国境が変化しても教会法上の管轄区域の分割の必要性は生じず、ロシア正教会の管轄区域における各国正教会の独立問題についてはあくまでロシア正教会に決定権があるとする見解を示した。この見解は2023年現在に至るまで変更されておらず、コンスタンティノープル総主教庁を含む他のあらゆる独立教会による干渉は受け入れられないとの立場を一貫してとり続けている。
ロシア連邦大統領（一時期は首相）として旧ソ連圏への影響力回復を進めるウラジーミル・プーチンは、キエフ大公ウラジーミル1世がキリスト教に改宗して、ロシアを含む東スラブのキリスト教化が始まったウクライナをロシア文明揺籃の地とみなし、モスクワ総主教キリル1世はプーチン政権を支持した。

## 軋轢の始まり

### ロシア革命による教会改革とウクライナへの影響
ウクライナにおいて、独立教会を求める動きは1917年のロシア革命とともに始まったとされる。ロシア革命においては教会改革の動きがみられ、これは聖務会院の廃止とモスクワ総主教座の復活という形で結実し、女性の地位向上や離婚規制の緩和、教会スラヴ語による典礼の見直しなどの機運も高まった。しかし、10月革命によりこれ以上の改革は行われず、先述した問題と同様にウクライナにおける教会の地位問題もまた宙に浮いてしまった。
革命当初、ウクライナ側はロシア正教会の元での自治教会化とウクライナ語での典礼を求めていたとされ、このうち自治教会化はロシア正教会の同意が得られたが、ウクライナ語による典礼は認められなかった。これに10月革命でのボリシェヴィキによる権力掌握・ウクライナの独立が絡んで問題が複雑化し、あくまでロシア正教会との関係を重視し、教会法の遵守を優先して自治権確立を目指す高位聖職者と、ウクライナ・ナショナリズムと結びついて教会の独立を目指す一般信徒らの対立が深まった。1921年、教会の独立を主張する一般信徒らが自ら高位聖職者を選出したうえでウクライナ独立正教会（UAOC）を設立しロシア正教会からの独立を宣言したが、このことが現在に至るまで続くウクライナの教会独立問題の発端となった。なお、コンスタンティノープル総主教庁は1924年、ウクライナ独立正教会（UAOC）を承認している。
その後1931年、ウクライナ独立正教会（UAOC）はソ連政府の粛清によっていったん解体され、独ソ戦下の1942年に再結成される。しかし、再結成されたウクライナ独立正教会（UAOC）はドイツ国防軍と深く結びついて対独協力を行ったため、戦後は再び非合法化され粛清が行われた。粛清を逃れた関係者は北米に渡って教会組織を再建し、亡命ウクライナ人らの支援にあたっていた。

### ウクライナ独立と教会の乱立
ソ連時代末期の1980年代末、ペレストロイカにより社会の自由化が進むと、ウクライナにおける独立教会を求める動きが再び活発化し、アメリカ人聖職者であるムスティスラーウ・スクルィープヌィクが「キーウ総主教」に選出される形でウクライナ独立正教会（UAOC）が再結成された。一方、ロシア正教会はウクライナにおける独立教会を求める動きに対し1990年、モスクワ総主教庁系の自主管理教会としてのウクライナ正教会（UOC-MP）を設立することを認め、独立そのものは認めなかった。これに対し、当時キーウ府主教であったフィラレートは、一旦ロシア正教会の決定を受け入れておきながら前言を翻し、「ロシアの国家的圧力により独立正教会の設立が妨害された」と主張したため、ロシア正教会はフィラレートに聖職停止の処分を下した。
ロシア正教会から処分を受けたフィラレートは、ムスティスラーウ率いるウクライナ独立正教会（UAOC）に接近し、これを乗っ取った。しかし高齢であったムスティスラーウが死去すると、フィラレートへの反発からウクライナ独立正教会（UAOC）が分裂し、フィラレート派はウクライナ正教会・キエフ総主教庁（UOC-KP）を新たに結成した。
1991年にウクライナがソ連から独立して以降、このような複雑な経緯を経て設立された各正教会が三つ巴の争いを繰り広げており、ロシア正教会からの独立を主張するウクライナ独立正教会（UAOC）及びウクライナ正教会・キエフ総主教庁（UOC-KP）の承認を巡って、ロシア正教会モスクワ総主教庁とコンスタンティノープル総主教庁の対立が始まった。この時点では、モスクワ総主教庁系のウクライナ正教会（UOC-MP）が最大勢力であると共に「唯一の教会法上合法的な正教会」とみなされており、他の正教会は教会法上の合法性を有しないとされていた。

### エストニアの教会を巡る対立
1996年には、同じくソ連から独立したエストニアにおいて、モスクワ総主教庁系の自主管理教会であるエストニア正教会と重なる形で、コンスタンティノープル総主教庁に連なる自治正教会（自主管理教会よりも権限は大きい）として結成されたエストニア使徒正教会をコンスタンティノープル総主教庁が2月20日に正式承認したことから、これに反発したロシア正教会は同年2月23日から5月16日まで、短期間ながらコンスタンティノープル総主教庁と断交するという事件もあった。

## 軋轢の本格化

### 独立派ウクライナ正教会の承認

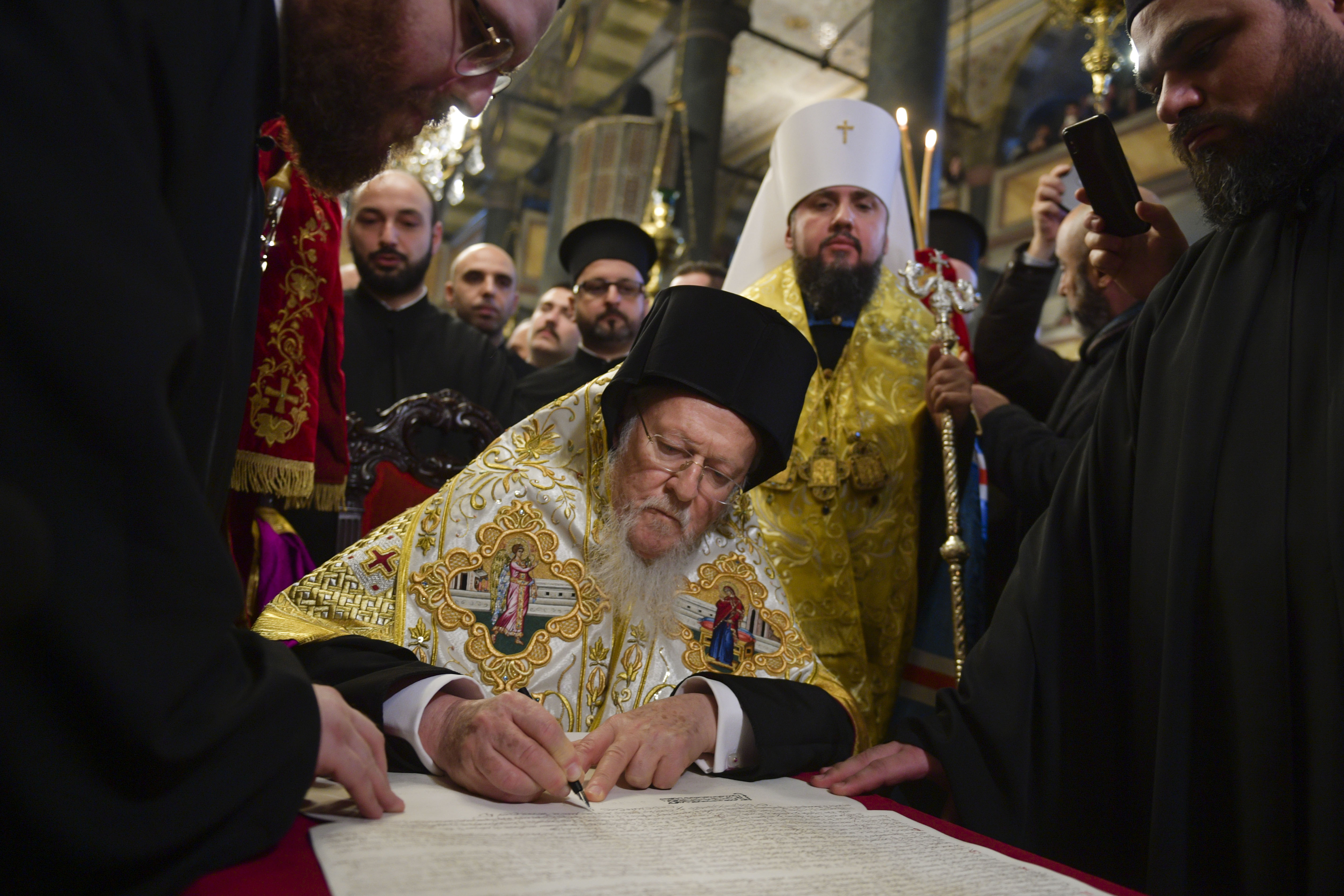
ウクライナ正教会独立のトモスに署名するヴァルソロメオス総主教。白いクロブークを被ったエピファニー府主教が後方に立っている

2014年に始まったウクライナ紛争により、ウクライナでは反ロシア感情が高まった。ペトロ・ポロシェンコ政権は、ロシアとのつながりが深いウクライナ正教会（UOC-MP）を「ロシアの傀儡」「ルースキー・ミールの尖兵」として糾弾するプロパガンダを展開すると共に、2018年4月にはコンスタンティノープル総主教庁に対しウクライナの教会独立を承認するよう要求した。また、アメリカ合衆国からも同様の要求が行われたとの指摘があり、コンスタンティノープル総主教庁がウクライナの教会独立を承認するに至った経緯には不明瞭な点もあるとされる。
2018年4月20日、コンスタンティノープル総主教庁の聖シノド（宗務院）は、「ウクライナの正教徒に独立教会を与えるために必要な措置を講じる」ことを議決した。さらに同年9月1日には、「ウクライナの現在の苦痛な状況の責任者であるロシアが問題を解決することができないため、全地総主教庁（コンスタンティノープル総主教庁）はそれを解決する主導権を引き受けた」と発表した。そしてコンスタンティノープル総主教庁は、1686年にモスクワ総主教に対して認めたウクライナへの管轄権を無効とし、ウクライナはコンスタンティノープル総主教庁の管轄区域であると宣言した。
これに反発したロシア正教会は、同9月14日、「奉神礼においてコンスタンティノープル総主教ヴァルソロメオス1世（バルトロメオ1世）の名を記念する祈りを止める」ことなど4箇条の報復措置宣言を発した。
同年10月11日、コンスタンティノープル総主教庁は上記ウクライナ独立派2教会（UAOCとUOC-KP）の承認を発表し、12月15日には両教会が合同して独立正教会としての新生ウクライナ正教会（英語: Orthodox Church of Ukraine, OCU）が結成された。これに反発したロシア正教会はモスクワ総主教庁聖シノドの決定に従い、2018年10月15日を以って、コンスタンティノープル総主教庁とのフル・コミュニオン（相互領聖）関係を断絶した。さらに、モスクワ総主教庁に属する全ての成員（聖職者と平信徒の両方）が、コンスタンティノープル総主教によって管理されている教会での領聖、洗礼、結婚に与ることを禁じた。

### 対立の世界的波及
2019年10月にはギリシャ正教会（アテネ大主教庁、ギリシャ共和国内を管轄）、同11月にはアレクサンドリア総主教庁、翌2020年11月にはキプロス正教会と、ロシア正教会は新生ウクライナ正教会（OCU）を承認した各国の正教会との断交を次々に宣言した。2019年1月7日の降誕祭の奉神礼で、モスクワ総主教キリル1世は、全正教会の首座主教の名を記念しなかった。これとは対照的に、新生ウクライナ正教会（OCU）の首座主教であるエピファニー府主教は「最も聖なるモスクワ総主教キリル1世」を含む全正教会の首座主教の名を厳粛に記念した。
また、ロシア正教会モスクワ総主教座に属する自治教会である日本正教会は2018年10月18日、「モスクワ総主教座に所属する自治教会である以上、モスクワ総主教座の決定に従う」として、コンスタンティノープル総主教庁との関係断絶を宣言した。もっとも、当のモスクワ系ウクライナ正教会（UOC-MP）は2023年3月時点でコンスタンティノープル総主教庁との関係を維持しており、関係断絶を訴えるロシア正教会とは一線を画している。
なお、コンスタンティノープル総主教庁のほかにウクライナ正教会（OCU）を承認する動きは、先述のアレクサンドリア総主教庁・ギリシャ正教会・キプロス正教会の他には2022年10月時点でも広まっておらず、多くの正教会はウクライナ正教会（UOC-MP）を教会法上合法な唯一の正教会とみなし続けている。
ウクライナ正教会（UOC-MP）の神学博士キリロ・ホヴォルンは、「コンスタンティノープル総主教庁とロシア正教会の間の断交は、1054年の東西教会分裂のようなシスマではなく、あくまで“亀裂”である」とした。一方、アメリカ合衆国のプロテスタント誌『クリスチャニティ・トゥデイ』」は、この断交を「1054年以来の最大の分裂」「プロテスタント改革以来の最大のキリスト教分裂」と評した。

#### ロシアのウクライナ侵攻による影響
2022年ロシアのウクライナ侵攻を、モスクワ総主教キリル1世は支持した。これに対して、コンスタンティノープル総主教ヴァルソロメオスや、キプロス正教会、コプト正教会、ギリシャ正教会アレクサンドリア総主教、アンティオキア正教会、セルビア正教会、ルーマニア正教会が批判の意を発表したり、戦争停止を求めたりしたほか、モスクワ総主教庁系ウクライナ正教会（UOC-MP）が独立を検討し、ロシア正教会内部でも聖職者による停戦要求や在アムステルダム教会のモスクワ総主教庁との関係解消といった動きが出ている。
戦争勃発以降、先述したようにウクライナ正教会（UOC-MP）はロシアに対して独立的な動きを見せている。例えばキーウ府主教のオヌフリイはプーチン大統領に対して反戦平和を説き、2022年3月中旬には52の主教区のうち20の主教区でキリル1世に対する祈祷が取りやめとなり、キリル1世を教会裁判にかけるべきと訴える声明には400人以上の聖職者が署名した。さらに同年5月27日の公会で発表された10か条の宣言には、ウクライナ正教会（UOC-MP）の「完全な独立と自立性を証しする規約に追加と修正を認める」という文言が盛り込まれた。ただし、この宣言の中で教会独立を意味する「autocephaly」の語は使われていない。
この宣言に対しロシア正教会は反発しており、同年6月7日の聖シノド決定でクリミア半島にある3つの主教区をモスクワ総主教座の管轄に移すと宣言した。ただ、クリミアの主教区の帰属そのものはウクライナ正教会（UOC-MP）にあるともしている。
また、1923年にコンスタンティノープル総主教庁主導で制定された教会暦の暦法である「修正ユリウス暦」（正教新暦）の採用・不採用について、制定当時から各正教会ごとに足並みの不一致があったが、戦争勃発後のウクライナでは反ロシア感情の高まりを受け、ウクライナ正教会（OCU）とウクライナ東方カトリック教会ら東方典礼教会の多数派が共同して、2023年9月1日より修正ユリウス暦の採用（東方カトリック教会は復活祭に関わる移動祝祭日以外について）へと踏み切った。ウクライナの法定祝日としての降誕祭日も、12月25日（新暦）と1月7日（旧ユリウス暦）の2回あったのが、同年より12月25日のみへと変更された。一方、モスクワ系ウクライナ正教会（UOC-MP）はこの動きに同調していない。（「ウクライナのクリスマス#日付」も参照）